# Coelotes uenoi
Coelotes uenoi är en spindelart som beskrevs av Yamaguchi och Takeo Yaginuma 1971. Coelotes uenoi ingår i släktet Coelotes och familjen mörkerspindlar. Inga underarter finns listade i Catalogue of Life.